# 女人迷
女人迷（英語：Womany）是臺灣第一家以性別觀點為主軸的網路媒體社群，由張瑋軒、陳怡蓁、蔡純如於2011年創立。網站構想源自2010年，張瑋軒和陳怡蓁在聊天時產生「設計一個以女人為主的網站」的想法，便找上以前在北一女中的同學蔡純如共同創業。
在2011年成立Facebook粉絲專頁，並四處演講推廣理念。網站以女性議題和性別平權為主題，2012 年獲選數位時代創業之星，在2013年後開始朝多角化經營。
2016年時，為紀念創立滿五週年，與台北市文化局以吳爾芙經典名言「每個女人都應該要有自己獨立的房間」為靈感，共同舉辦大女子房間特展，同年也推動亞洲首場性別駭客松活動。
2017年女人迷與現代婦女基金會共同提供性侵害被害者安心的求助管道，並於同年發起性別獎項：全球性別影響力大獎（Global Gender Impact Award，簡寫GIA），包括最佳性別報導獎、最佳性別多元實踐獎、最佳性別藝術設計、最佳性別企業獎、佳性別大眾文化、最佳性別社群活動、亞洲性別關注，共七個獎項。

## 團隊
共同創辦人：
- 張瑋軒：女人迷創辦人暨執行長，畢業於臺灣大學歷史學系、倫敦政治經濟學院性別與媒體研究所，無線安全系統公司大鵬科技董事，擅於應用科技結合知識議題，創造女性社群影響力，以推動華文性別意識發展和自由為目標。《數位時代》雜誌選為影響台灣的二十大女人[7]，2016年擔任台灣代表參與亞太經合會，多次代表青年創業、性別發展等政策研討會議[8]、受邀參與總統對談、擔任TED主持和演講來賓等[9]。2018 年，受邀美國國務院邀請，代表台灣參加 IVLP [10] (國際領袖人才參訪計畫 International Visitor Leadership Program) 計畫。[11]
- 陳怡蓁：女人迷共同創辦人暨營運長，擅長數據分析、社群經營，曾於無名小站擔任客服、雅虎奇摩擔任社群經營[12]。
- 蔡純如：北一女、台大會計系畢業，女人迷共同創辦人。

## 爭議

### 台灣民眾黨不分區立委傳聞
2019年9月23日，鏡週刊表示掌握獨家消息指出女人迷創辦人張瑋軒，可能被列在時任台北市長柯文哲創立的台灣民眾黨參選2020年立委選舉的不分區女性候選人名單的第三位。台灣民眾黨核心幕僚蔡壁如回應表示確實有接觸張瑋軒詢問其參選意願。由於柯文哲言行存在諸多厭女言論爭議，女人迷創辦人參與柯文哲政黨活動的消息引發女人迷讀者等網友的不滿，亦有人指出女人迷近年罕有對柯文哲的批評，形成女人迷的重大公關危機。隔日晚間，張瑋軒公開回應自己被參選感到驚喜，但沒有可能有意願參選。在2024年7月前員工的一系列指控證詞中，前員工證實張瑋軒早已與台灣民眾黨對口有過接觸，並且在對內公佈時表示「不能說台灣是一個國家」。

### 代言文章侵權
2020年因1月9日刊登以「什麼是「潤滑羞辱Lube-Shaming」?性愛治療師：女生下面濕不濕，和她想不想要無關」文章遭指控侵權馬天娜於2020年1月7日於濡沫平台的發文(玩人#1 我乾了，你還會幹我嗎？談潤滑羞辱(Lube-shaming))，馬天娜與濡沫平台得知消息隨後並分別於2020年1月14日及2月22日在「個人社群公開申明」從未授權給女人迷刊登，完全沒有尋求本人或者濡沫平台的授權，同時也違反「濡沫網站」上的智財權使用條款。

### 曾博恩訪談爭議
2024年7月10日，女人迷創辦人張瑋軒在其主持的談話性節目《與軒軒講》邀請台灣脫口秀演員曾博恩進行對談，訪談過程中，張瑋軒一一列舉並批評曾博恩過去可能造成傷害的演出段子，引起博恩支持者的不滿，認為張瑋軒進行言論審查的態度過於強硬，缺乏對話誠意，另有一些人認為博恩遭受嚴厲批評並不值得同情。同時亦有評論認為看似對立爭執的雙方皆為消費議題賺取商業利益的都市小布爾喬亞，本質上皆為缺乏同理心的利己菁英主義者，兩者間並無太大的差異。

### 前員工指控勞動環境惡劣
2024年7月底，延續博恩專訪爭議而來的炎上關注度，多位前員工於社交媒體Threads上揭露女人迷勞動環境惡劣，存在低薪、過勞、工作高壓以及精神虐待，並且質疑營運手段偽善存在虛假操弄及消費議題，亦不積極處理職場裡的性騷擾議題。7月23日，張瑋軒發文公開道歉，但並未平息此次公關危機，反而引發更多前員工揭露過去在女人迷的負面工作經歷。 此外，前主編柯采岑（Audrey Ko）被指須為有毒的職場文化負起極大責任，例如曾有員工爭取合理報酬，卻遭她回：「你要想一想，拿到更多錢真的會比較快樂嗎？」。

## 外部連結
- 官方网站